# Ginásio (Grécia Antiga)
A história do ginásio (em latim gymnasium) data da Grécia Antiga onde o significado da palavra era "escola para exercícios nus". Era um local utilizado não apenas para o treinamento de atletas, mas também para socialização e perseguição de objetivos intelectuais.

## Etimologia
A palavra gymnasium é a versão latina do nome grego γυμνάσιον (gymnasion), "escola ginástica". Por sua vez "escola" é derivado do adjetivo γυμνός (gymnos) do grego comum e significa "nu", por relação com o verbo γυμνάζω (gymnazo), cujo significado é "treinar nu", "treinar em exercicios de ginástica", geralmente "treinar, exercitar". O verbo tinha este significado porque era hábito despirem-se para fazer exercícios físicos. Históricamente, o gymnasium era usado para exercício físico, área de banho comum e atividades escolares e filosóficas.

## Importância
O gymnasion era de grande importância para os gregos antigos, pois toda cidade considerada importante teria o seu. Era usualmente construído pelo Estado, e dotado de vestiário, banheiros, salas de treinamento e áreas especiais para lutas. Além disso o ginásio oferecia a educação em diversas disciplinas mentais, em especial a medicina, uma vez que o treinamento físico associado à manutenção da saúde e da força física eram consideradas como etapas fundamentais na educação dos jovens.

## Funcionamento
Originariamente os ginásios eram instituições públicas, onde apenas atletas masculinos na idade de 18 anos recebiam treinamento para as competições em jogos públicos onde se opunham à palestra, instituição privada onde as escolas recebiam treinamento físico. Os ginásios gregos também realizavam palestras e discussões sobre filosofia, literatura e música, sendo que as bibliotecas públicas encontravam-se frequentemente nas proximidades do local.

## Supervisão
A supervisão dos ginásios era conferidas aos pedotribais que eram os supervisores responsáveis pela conduta do esporte e jogos nos festivais públicos. Quem direcionava as escolas e supervisionava os competidores eram os gymnastai que desempenhavam a função de professores, técnicos e treinadores de atletas. Gradualmente os ginásios se transformaram em instituições de aprendizagem e escolas de cultura intelectual.